# Dům U Stříbrného gryfa (Kadaň)
Dům U Stříbrného gryfa (čp. 685) stojí v ulici Školní (dříve Hofmannova) na Prunéřovském předměstí v Kadani. Byl postaven někdy v 90. letech 19. století a fungovala zde známá kadaňská tiskařská firma. V Hönlově tiskárně se sídlem v domě U Stříbrného gryfa byly tištěny některé z místních novin, například Kaadner Zeitung, který vycházel pravidelně dvakrát týdně v letech 1907 až 1945.

## Dějiny domu a jeho majitelé
Dům U Stříbrného gryfa byl postaven na rohu ulic Školní a 5. května (dříve Hofmannova a Jahnova) někdy v průběhu 90. let 19. století. Stavebníky a majiteli domu byli manželé Wenzel a Leopoldine Hönlovi, kteří v zde od roku 1902 provozovali kadaňskou Hönlovu tiskárnu. Tiskla se zde řada kadaňských novin, mezi nimi například Kaadner Zeitung, který vycházel pravidelně dvakrát týdně v letech 1907 až 1945. Tiskárna dala však vzniknout také mnohým vlastivědným knihám o Kadaňsku, včetně vědeckých publikací. V roce 1908 byla Hönlovou tiskárnou vytištěna monografie Zur Geschichte und Theorie des Vulkanismus od místního středoškolského profesora Dr. Karla Schneidera, kterou vydalo pražské akademické nakladatelství J. G. Calve. Tiskařskou firmu, jež později provozovala také nakladatelskou činnost, následně převzal syn manželů Hönlových Hermann Hönl, kterému pak byla v roce 1945 jakožto tzv. německý majetek zkonfiskována. Po odsunu se Hermann Hönl usadil v hesenském městě Kassel, kde pokračoval v rodinné knihtiskařské tradici. Od 50. let 20. století jeho tiskařská firma tiskla i časopis Kaadner Heimatbrief, který byl určený pro německé vyhnance z Kadaňska. Vydávání tohoto časopisu a dalších tiskovin od něj později převzala jeho sestra Irmtraud Susanka-Hönl (†2009), která žila v obci Helmstadt-Flinsbach v Porýní. Některé vlastivědné publikace z její tiskařské dílny si ve vědeckých kruzích získaly značnou popularitu, například ty o kadaňském německém nářečí.

## Domovní znamení
Fasádu domu U Stříbrného gryfa zdobí pozůstatky cechovního znaku knihtiskařů. Domovní znamení je dnes vyvedeno pouze v bílé barvě, jen korunka na přilbě je žlutá (heraldicky zlatá). Z přilby se zlatou korunou vyrůstá jako heraldický klenot gryf, přeneseně bájný pták Noh, původně stříbrný s červenou zbrojí, jenž drží v pařátech tiskařské paklíky. Podle legend propůjčil tento znak tiskařům a sazečům římský císař Friedrich III. již kolem roku 1470, císař Ferdinand II. pak k němu v roce 1640 připojil onu figuru gryfa. Gryf, jako bájná nestvůra, se objevuje již ve starověkém Řecku, má hlavu, křídla a pařáty orla a trup se zadní část těla pak lví. V heraldice gryf symbolizuje sdružené vlastnosti orla a lva, tedy bdělost a odvahu. V křesťanské ikonografii je zároveň symbolem dvojí přirozenosti Kristovy, božské a lidské. Podobně jako pták Fénix představuje i gryf symbol vzkříšení. Znak s gryfem, který je zároveň domovním znamením, byl na dům umístěn koncem 19. století a symbolikou odkazoval na tiskárnu, která byla v domě provozována.
V současné době prostý domovní štít býval ozdoben vyobrazením dvouhlavého černého orla, znakem Svaté říše římské, který v pravém pařátu třímal tzv. tenákl s divisiorem a v levém pak tzv. sázítko, staročesky zvané háček, vše tedy nástroje tiskařů a sazečů.
Říšský orel v domovním štítě byl odstraněn hned po roce 1945. O heraldické barvy přišel znak s gryfem při rekonstrukcích fasády domu v průběhu 2. poloviny 20. století, z nichž jedna proběhla například mezi lety 1983 až 1986.

## Zajímavost
V těsném sousedství domu U Stříbrného gryfa stávala tzv. nová kadaňská synagoga (čp. 658), kterou nechala vystavět v letech 1896 až 1900 místní židovská obec. Součástí synagogy býval i byt rabína, a tak zde s rodinami postupně bydleli Markus Schulhof, Samuel Schwarzberg, Ignaz Löwy a Josef Sagher, poslední kadaňský rabín. Synagoga byla během tzv. Křišťálové noci roku 1938 vypálena.